# Servizio ferroviario metropolitano di Torino
Il servizio ferroviario metropolitano di Torino (SFM) è il servizio ferroviario suburbano dell'area metropolitana torinese, coordinato dall'Agenzia Mobilità Metropolitana Torino e finanziato dalla Regione Piemonte.
Il servizio è composto da 6 linee gestite da Trenitalia, per un'estensione di circa 500 km, 365 collegamenti giornalieri e 93 stazioni collegate. Il SFM offre un collegamento fra le diverse zone del Torinese e delle contigue province di Cuneo e Asti, permettendo coincidenze cadenzate tra i treni del servizio ferroviario regionale del Piemonte, i treni a lunga percorrenza ed AV, la rete tranviaria di Torino e autobus urbani, con autobus extraurbani e la metropolitana di Torino.
Il passante ferroviario di Torino è una galleria lunga 8 km, che corre a una profondità massima di 18 metri, collegando da nord a sud la Stazione Lingotto alla Stazione Stura in 15 minuti. Gli orari sono tutti cadenzati e simmetrici.

## Storia
- 1999: il progetto nasce su proposta della Regione Piemonte per sfruttare al meglio gli interventi ferroviari infrastrutturali in corso di realizzazione in città (il "passante ferroviario").[2]
- 2006: l'Agenzia Mobilità Metropolitana Torino riprende la pianificazione dopo che le future linee SFM sono passate in gestione all'Agenzia stessa.[2]
- 4 dicembre 2012: il servizio è ufficialmente presentato presso la Mole Antonelliana alla presenza di Presidente e Assessore ai Trasporti della Regione Piemonte, del sindaco di Torino in rappresentanza dei 60 comuni raggiunti dall'SFM e dei vertici di Ferrovie dello Stato e GTT.[3]
- 9 dicembre 2012: attivazione con cinque linee ferroviarie metropolitane, 1, 2, 3, 4, A, in seguito all'ammodernamento del passante ferroviario di Torino (quadruplicamento dei binari, interramento e costruzione di fermate intermedie).[4] Il servizio si basa su un traffico giornaliero di 256 treni al giorno attraverso 75 stazioni.[5][6]
- 1º febbraio 2013: nasce il portale ufficiale del servizio.[7]
- 9 giugno 2013: vengono istituite le linee SFM 7 (Torino-Fossano) e SFM B (Cavallermaggiore-Bra-Alba). Si passa a un servizio su 85 stazioni e 326 treni.[1]
- 19 agosto 2013: pubblicato il bando di gara per la realizzazione dell'intervento dell'interconnessione Rebaudengo - Grosseto per un importo complessivo di 180 milioni di euro.
- 14 ottobre 2013: nasce il Nuovo Biglietto Integrato di corsa semplice. Un solo titolo di viaggio nelle aree U - A - B (rispettivamente da €2, €2,50, €3) per usufruire di tutti i mezzi di trasporto: SFM - Metro - Tram - Bus
- 15 dicembre 2013: nasce la SFM 6 (Torino-Asti). Si passa a un servizio con 8 linee su 93 stazioni, 358 treni e 500 km.
- 12 febbraio 2014: siglati gli accordi per il finanziamento delle opere infrastrutturali necessarie all'attivazione dell'SFM5 Orbassano - Torino Stura per un ammontare complessivo di 18,5 milioni di euro.[8]
- 10 settembre 2017: la linea SFM 3 è prolungata fino alla stazione francese di Modane, con 14 coppie di treni da e per Torino.
- Il 13 marzo 2020 è stata soppressa la linea SfmB passando a 'SFR', la linea è sospesa fino a data da destinarsi. dal 14 Settembre 2020 viene sostituita da 6 coppie di bus dal Lunedì al Sabato.
- Il 25 agosto 2020 è stata dismessa la tratta ferroviaria compresa tra le stazioni di Torino Dora GTT e Madonna di Campagna per l'ultimazione dei lavori della galleria sotto Corso Grosseto, che servirà all'allacciamento in sotterranea della ferrovia Torino-Ceres (linea SFM A) rimasta isolata dal 2009, dopo l'interramento della ferrovia in superficie.
- Il 1º gennaio 2021, la ferrovia Canavesana, parte della linea SFM1, passa in gestione a Trenitalia, che fa passare in linea i Minuetto e i nuovi Pop; successivamente anche i Vivalto.
- Il 19 gennaio 2024, vengono inaugurati i prolungamenti delle linee SFM 4 e 7 a Cirié contestualmente alla riapertura della ferrovia Torino-Ceres ora interconnessa col passante.
- Il 15 dicembre 2024, a seguito della riattivazione dei binari tronchi 3 e 4 di Torino Aeroporto, il capolinea della SFM 6 viene spostato da Torino Stura alla suddetta stazione.
- Il 4 maggio 2025, a seguito della riclassificazione di sagoma e massa assiale del tratto Cirié-Germagnano della ferrovia Torino-Ceres, viene soppressa definitivamente la già rimodulata SFM A e in sua sostituzione, viene esteso da Cirié a Germagnano il capolinea della SFM 4 e della SFM 7 (quest'ultima inizialmente solo nei festivi, nei feriali restava attestata a Cirié).

### Infrastrutture
L'intervento maggiore resosi necessario per SFM è la costruzione del passante ferroviario, che ha sostituito la linea storica sullo stesso percorso in superficie, ed è stato attivato nel dicembre 2012. La linea SFM A è stata riallacciata al passante ferroviario, che era stato troncato alla stazione di Torino Dora dall'abbassamento del piano del ferro della ferrovia TO-MI di 14 m. Nell'ambito di questi lavori sono state costruite due nuove stazioni lungo il nuovo tracciato di collegamento sotto corso Grosseto. Si prevede una riqualificazione delle stazioni dismesse.
Si prevede un intervento tecnologico nel passante per permettere un distanziamento di 4 minuti tra i treni.

### Biglietti
I biglietti per SFM sono integrati con il servizio urbano di GTT, ovvero è possibile utilizzare qualsiasi mezzo pubblico (bus, tram, metro e ferrovie) all'interno della area urbana di Torino per tutta la validità del biglietto.
Sono disponibili 3 tipologie di biglietto acquistabili in tutte le rivendite autorizzate GTT, edicole e tabacchi:
- Integrato A (costo € 3,50) area urbana e prima cintura. Validità 100 min sulla rete urbana e suburbana GTT, sulla metropolitana (1 sola corsa) e sulle linee ferroviarie Trenitalia e GTT.
- Integrato B (costo € 4,00) area urbana, prima e seconda cintura. Validità 120 min sulla rete urbana e suburbana GTT, sulla metropolitana (1 sola corsa), sulle linee ferroviarie Trenitalia e GTT e sulle linee extraurbane automobilistiche gestite da Extra.To.

Entrambi i biglietti sono ora venduti solo in formato chip on paper, che sostituisce il vecchio formato con banda magnetica.

### Evoluzione rete

La rete da dicembre 2012 a giugno 2013
La rete da giugno 2013 a dicembre 2013
La rete di settembre 2017

## Rete
Al 2025, l'SFM comprende 6 linee, tutte gestite da Trenitalia.
| Linea | Percorso                               | Inaugurazione | Ultima estensione | Lunghezza | Stazioni | Gestore    |
| ----- | -------------------------------------- | ------------- | ----------------- | --------- | -------- | ---------- |
|       | Rivarolo Canavese - Chieri             | 2012          | —                 | 57 km     | 13       | Trenitalia |
|       | Chivasso - Pinerolo                    | 2012          | —                 | 62 km     | 15       | Trenitalia |
|       | Torino Porta Nuova - Susa/Bardonecchia | 2012          | 2017              | 95 km     | 19       | Trenitalia |
|       | Germagnano - Alba                      | 2012          | 2025              | 103 km    | 30       | Trenitalia |
|       | Torino Aeroporto - Asti                | 2013          | 2024              | 75 km     | 17       | Trenitalia |
|       | Germagnano - Fossano                   | 2013          | 2025              | 87 km     | 19       | Trenitalia |

### Linea 1
La linea SFM1 del servizio ferroviario metropolitano di Torino collega la stazione di Rivarolo Canavese con la stazione di Chieri utilizzando la ferrovia Canavesana, il passante ferroviario di Torino e la ferrovia Trofarello-Chieri. I 38 treni giornalieri sono cadenzati con frequenza semioraria nelle ore di punta e oraria nelle altre fasce di servizio. Nei giorni festivi, la frequenza è bioraria.
I principali nodi di scambio sono le stazioni di Torino Lingotto e Torino Porta Susa, che permettono entrambe i collegamenti con le altre linee del servizio ferroviario metropolitano e della Regione Piemonte, treni nazionali e internazionali, oltre a linee della rete urbana di bus e tram.
La linea è elettrificata fino alla stazione di Rivarolo Canavese; la prosecuzione verso la stazione di Pont Canavese comportava un trasbordo su un convoglio diesel mentre ad oggi è sostituita con bus per permettere i lavori di elettrificazione della linea e rinnovo di binari e passaggi a livello che sono iniziati nel 2024 e si prevede che terminino nel giugno 2026.

### Linea 2
La linea SFM2 del servizio ferroviario metropolitano di Torino collega la stazione di Chivasso con la stazione di Pinerolo, utilizzando il passante ferroviario di Torino, la ferrovia Torino-Pinerolo e la ferrovia Torino-Milano. I treni, complessivamente 44 al giorno, sono cadenzati con frequenza semioraria nelle ore di punta e oraria nelle altre fasce di servizio. Nei giorni festivi, la frequenza è bioraria.
I principali nodi di scambio sono le stazioni di Torino Lingotto e Torino Porta Susa, che permettono collegamenti con le altre linee del servizio ferroviario metropolitano e del trasporto regionale, nazionale e internazionale, oltre a linee della rete urbana di bus e tram.

### Linea 3
La linea SFM3 del servizio ferroviario metropolitano di Torino collega la stazione di Torino Porta Nuova con le stazioni di Susa e Bardonecchia (e dal 2017 al 2019, nei giorni festivi, anche con la stazione francese di Modane tramite il traforo ferroviario del Frejus). I treni, complessivamente 72 ogni giorno, sono cadenzati con frequenza oraria per ciascuna diramazione; la frequenza combinata è semioraria.
Il principale nodo di scambio è la stazione di Porta Nuova, che permette collegamenti con treni nazionali e regionali, oltre a linee della rete urbana di bus e tram.

### Linea 4
La linea SFM4 del servizio ferroviario metropolitano di Torino collega la stazione di Germagnano con la stazione di Alba utilizzando la ferrovia Torino-Ceres, il passante ferroviario di Torino, la ferrovia Carmagnola-Bra e la ferrovia Cavallermaggiore-Alessandria. I treni, in totale 31 al giorno, sono cadenzati con frequenza oraria (bioraria nei giorni festivi). I principali nodi di scambio sono Torino Lingotto e Torino Porta Susa.
Nell'autunno 2016 sono stati effettuati i lavori di elettrificazione tra la stazione di Bra e la stazione di Alba, al termine dei quali è stato reso possibile il collegamento diretto tra Alba e Torino. Sono inoltre disponibili, nei giorni feriali escluso il sabato, due coppie di treni da e verso la stazione di Torino Porta Nuova, collegando così la città di Alba al centro storico Torinese. Dal 4 maggio 2025, la linea è stata prolungata fino a Germagnano.
Fino al gennaio 2024, prima dell'attivazione del collegamento con Cirié lungo la ferrovia Torino-Ceres, la linea si attestava alla stazione di Torino Stura.

### Linea 6
La linea SFM6 del servizio ferroviario metropolitano di Torino collega l'aeroporto di Torino con la stazione di Asti utilizzando la Ferrovia Torino-Ceres, il passante ferroviario di Torino e la ferrovia Torino-Genova. I treni, complessivamente 32 al giorno, sono sempre cadenzati con frequenza oraria nei giorni feriali e bioraria nei festivi. I principali nodi di scambio sono la stazione di Torino Lingotto e quella di Torino Porta Susa.
Fino al 14 dicembre 2024, la linea si attestava alla stazione di Torino Stura.

### Linea 7
La linea SFM7 collega la stazione di Germagnano con la stazione di Fossano, utilizzando la ferrovia Torino-Ceres, il passante ferroviario di Torino e la ferrovia Torino-Fossano-Savona. I treni, in totale 34 al giorno, sono cadenzati con frequenza oraria (bioraria nei giorni festivi). I principali nodi di scambio sono la stazione di Torino Lingotto e la stazione di Torino Porta Susa.
Dal 4 maggio 2025, la linea è stata prolungata fino a Germagnano (inizialmente nei soli giorni festivi).
Fino al gennaio 2024, prima dell'attivazione del collegamento con Cirié lungo la ferrovia Torino-Ceres, la linea si attestava alla stazione di Torino Stura.

### Linee non più attive
| Linea | Percorso                        | Inaugurazione                 | Chiusura | Lunghezza totale | Stazioni | Note |
| ----- | ------------------------------- | ----------------------------- | -------- | ---------------- | -------- | --- |
| sfm A | Torino Dora - Ceres             | 2012                          | 2023     | 42 km            | 21       | Gestita da GTT fino al 2023, dal 2020 la linea era attestata al capolinea di Venaria Reale per i lavori di interconnessione. |
| sfm A | Cirié - Germagnano - (Ceres)    | 2024                          | 2025     | 22 km            | 13       | Gestita da Trenitalia con treni tra Cirié e Germagnano mentre con bus sostitutivi di GTT da Germagnano a Ceres.              |
| sfm B | (Alba) / Bra - Cavallermaggiore | 2013 / 2016 (attestata a Bra) | 2020     | 13 / (30) km     | 3 / (8)  | Dal 2016 la linea fu attestata a Bra e sostituita dalla linea SFM4 da Bra ad Alba. Esercita con bus sostitutivi dal 2020.    |

#### Linea A (GTT)
La linea SFMA, gestita dal GTT, collegava la stazione di Torino Dora alla stazione di Ceres utilizzando per intero la ferrovia Torino-Ceres, collegando così Torino all'aeroporto di Torino-Caselle.
Dal 25 agosto 2020 sono state dismesse le stazioni di Torino Dora GTT e Madonna di Campagna, attestando la linea a Venaria, per consentire l'ultimazione dei lavori e l'allacciamento della Torino-Ceres al passante ferroviario di Torino.
Il servizio era cadenzato con una frequenza di trenta minuti fra Venaria e Germagnano. Nella tratta Germagnano-Ceres il servizio veniva effettuato ogni sessanta minuti nella 
maggior parte dei casi, da Aln 668 in servizio a spola; più rara era invece la presenza dei TTR.
Venne sospesa il 13 giugno 2023 a causa dell'inizio dei lavori di potenziamento infrastrutturale e tecnologico previsti per il successivo arrivo di Trenitalia ed RFI con il riallacciamento della Torino-Ceres al passante ferroviario di Torino.

#### Linea A (Trenitalia)
La linea SFMA è stata riattivata, sotto la gestione di Trenitalia, il 20 gennaio 2024, limitatamente alla tratta Germagnano-Cirié, mentre tra Ceres e Germagnano tutt'oggi circolano autobus sostitutivi gestiti da GTT.
Dal 4 maggio 2025, la linea è stata definitivamente soppressa a causa del prolungamento delle linee SFM 4 e 7 fino a Germagnano dopo i lavori di adeguamento della massa assiale e riclassificazione di sagoma del tratto servito dalla linea (in precedenza a ciò, i treni più grandi e pesanti, che nella maggior parte dei casi erano i TAF a doppio piano, non potevano superare Ciriè, quindi per salire a Germagnano, i passeggeri venivano indirizzati sui Minuetti, più piccoli e leggeri ma che venivano operati in doppia composizione).
Il servizio ferroviario era cadenzato con una frequenza oraria.

#### Linea B
La linea SFMB era la più corta dell'intera rete, nonché l'unica a non transitare per Torino, e collegava la stazione di Cavallermaggiore con quella di Bra utilizzando la ferrovia Alessandria-Cavallermaggiore. I treni, in totale 31 al giorno, erano cadenzati con frequenza oraria. Era gestita da Trenitalia.
Per consentire l'avanzamento dei lavori di elettrificazione della tratta Alba-Bra, la linea fu sostituita con bus dall'11 aprile al 25 settembre 2016. Terminati i lavori di elettrificazione tra Alba e Bra, la linea 4 fu prolungata fino ad Alba, mentre la linea B fu ridotta a collegamento tra Bra e Cavallermaggiore.
Il 13 marzo 2020, dopo lo scoppio della pandemia di COVID-19, la linea fu sospesa, rimanendo però tale anche dopo la fine dell'emergenza: la sua riattivazione non sarebbe prevista per il futuro.

## Progetti futuri

La mappa alla fine dei lavori di potenziamento che vede nascere la nuova linea 5 e, con il tunnel in Corso Grosseto, il prolungamento della linea 4 fino a Ceres e il prolungamento della linea 2 verso Torre Pellice

| Linea | Percorso                        | Inaugurazione prevista | Tipo progetto | Stato           |
| ----- | ------------------------------- | ---------------------- | ------------- | --------------- |
|       | Pont Canavese - Chieri          | Giu 2026               | Prolungamento | Lavori in corso |
|       | Ceres - Fossano                 | Giu 2026               | Prolungamento | Lavori in corso |
|       | Torino Stura - Orbassano        | Dic 2026               | Nuova linea   | Lavori in corso |
|       | Bardonecchia - Torino Aeroporto | 2028                   | Prolungamento | Lavori in corso |
| SFM8  | Chivasso - Torino Lingotto      | 2027                   | Nuova linea   | In progetto     |

### Linea 5
La linea SFM5 del servizio ferroviario metropolitano di Torino collegherà Torino Stura a Orbassano utilizzando il passante ferroviario di Torino e la ferrovia del Frejus. I treni saranno cadenzati con frequenza oraria o semioraria a seconda degli orari di calma o di punta. Il 12 febbraio 2014 è stato firmato l'accordo di programma tra la Regione Piemonte, RFI e TRM per l'avvio dei lavori, con l'apertura della linea al pubblico prevista per il 2026.

### Linea 8
Il 24 maggio 2019 è stato annunciato che verrà inserita una nuova linea che collegherà Settimo Torinese con Torino Lingotto, per poi essere prolungata, in futuro, fino a Chivasso.

## Immagine grafica
La sigla SFM, le mappe di insieme e di linea sono presenti a bordo treno e nei quadri orari di stazione.
La categoria di servizio assegnata a tutte le corse fino al 17 febbraio 2013 è stata quella di treno regionale accompagnata dalla sigla di linea (ad esempio treno regionale 22000 SFM1). Successivamente la sigla SFM è diventata essa stessa una categoria di servizio e non più un nome complementare.
Ogni linea del servizio è riconoscibile da un proprio logo, riprodotto su tutti i mezzi delle linee e sugli orari ufficiali delle stesse.

## Materiale rotabile
- 1: composizioni di carrozze Vivalto ed elettrotreni Minuetto e POP di Trenitalia;
- 2: elettromotrici TAF di Trenitalia[15];
- 3: composizioni di carrozze MDVC, Vivalto[16], Rock di Trenitalia;
- 4: elettrotreni Rock di Trenitalia;
- 6: elettrotreni POP di Trenitalia;
- 7: elettromotrici TAF di Trenitalia

### Linee dismesse
- A: (2012-2023, GTT) materiale rotabile GTT.
- A: (2024-2025) elettrotreni Minuetto di Trenitalia;
- B: autotreni Minuetto[20], Aln 663[20] di Trenitalia.